# 夏雨
夏 雨（シア・ユー または シア・ユイ、1976年10月28日 - ）は、中国山東省青島市出身の俳優。

## 略歴
高校生の時に姜文に見出され映画『太陽の少年』で主役を演じ、第51回ヴェネツィア国際映画祭主演男優賞を史上最年少で受賞。第33回金馬奨最優秀主演男優賞も受賞している。
1995年に中央戯劇学院演劇科に入学。卒業後は映画やテレビドラマを中心に活動を続けている。
2009年8月に長年交際を続けていた女優の袁泉と結婚した。
2012年に公開された映画『一八九四・甲午大海战』では連合艦隊司令長官伊東祐亨を演じ、流暢な日本語を話している。
夏雨の父で画家の秦生（画号・天涯白雲）は、現在日本に在住している。

## 出演作品

### 映画
- 陽光燦爛的日子 （日本語題：太陽の少年、1994年）
- 西洋鏡 （日本語題：西洋鏡 映画の夜明け、1998年）
- 那年開花 （1999年）
- 我的兄弟姉妹 （日本語題：再見 また逢う日まで、2000年）
- 卡拉是条狗 （日本語題：わが家の犬は世界一、2001年）
- 警察有約 （2002年）
- 自娯自楽 （2003年）
- 電影往事 （日本語題：玲玲の電影日記、2003年）
- 独自等待 （映画祭日本語題：独り、待っている、2004年）
- 猛龍 （日本語題：ドラゴン・スクワッド、2005年）
- 面紗 （2005年）
- 上海倫巴 （映画祭日本語題：上海ルンバ、2005年）
- 棒子老虎鶏 （日本語題：デンジャラス・ゲーム、2007年）
- 江北好人 （2007年）
- 落葉帰根 （映画祭日本語題：帰郷、2007年）
- 感情生活 （2009年）
- 一八九四・甲午大海战　（2012年）
- 心花路放 （日本語題：悩める男、旅に出る、2014年）
- 鬼吹燈之尋龍訣 （日本語題：ロスト・レジェンド 失われた棺の謎、2015年）
- 龍之誕生 （日本語題：バース・オブ・ザ・ドラゴン、2016年）
- 西風烈 （製作中）

### 主なテレビドラマ
- 康熙秘史 （2007年）